# Haworthia agnis
Haworthia agnis är en grästrädsväxtart som beskrevs av Battista. Haworthia agnis ingår i släktet Haworthia och familjen grästrädsväxter. Inga underarter finns listade i Catalogue of Life.